# Source Bleue (Ougney-Douvot)
Koordinaten: 47° 19′ 16,5″ N, 6° 16′ 3,6″ O
Die Source Bleue (dt. „Blaue Quelle“), auch Source de Briseux genannt, ist eine Karstquelle bei Ougney-Douvot im Département Doubs in der Region Bourgogne-Franche-Comté in Frankreich. Der bläulich schimmernde Quelltopf liegt am nördlichen Rand des Jura am rechten Ufer des Doubs zwischen der Bahnstrecke Dole–Belfort und der Départementsstraße 277. Der dort entspringende Bach mündet nach etwa 50 m in den Doubs.